# Olsenella uli
Olsenella uli es una especie de  bacteria grampositiva del género Olsonella. Fue descrita en el año 2001, es la especie tipo. Su etimología hace referencia a goma. Conocida anteriormente como Lactobacillus uli, que se describió en 1991. Es anaerobia e inmóvil. Crece de forma individual, en parejas o cadenas cortas. Forma colonias convexas, enteras y traslúcidas tras 5 días de incubación. Temperatura óptima de crecimiento de 37 °C. Tiene un genoma de 2 Mpb y un contenido de G+C de 64%. Se ha aislado de la cavidad subgingival de pacientes con periodontitis, y en un caso de neumonía.